# Like a Prayer (album)
Pour les articles homonymes, voir Like a Prayer.
Albums de Madonna
You Can Dance
(1987) I'm Breathless
(1990)
Singles
1. Like a Prayer
Sortie : 21 mars 1989
2. Express Yourself
Sortie : 9 mai 1989
3. Cherish
Sortie : 1 août 1989
4. Oh Father
Sortie : 24 octobre 1989
5. Dear Jessie
Sortie : 10 décembre 1989
6. Keep It Together
Sortie : 30 janvier 1990

Like a Prayer est le quatrième album studio de Madonna, sorti en 1989.

## Historique
Après le succès considérable de l'album True Blue en 1986, Madonna entame fin septembre 1988 la production de son quatrième album avec Stephen Bray et Patrick Leonard. Six chansons sont écrites en quelques semaines. Deux titres, First Is A Kiss et Love Attack, sont alors supprimés de l'album car ceux-ci ne correspondent pas au ton « confessionnel » de l'opus. Madonna enregistre un duo avec Prince : Love Song. Imaginant un duo avec le musicien, lui-même réputé pour ses œuvres au contenu sexuel explicite, le public s'attendait à un titre bouillonnant mais il s'agit finalement d'un morceau usuel parmi les chansons autobiographiques que Madonna estime plus adultes que ses précédentes. Dans une interview pour Rolling Stone en 1991, elle dira : « J'écris mieux quand je suis bouleversée. À quoi bon s'asseoir et transcrire sa joie de vivre ? » En effet, Madonna sort d'une dépression. Sa prestation récente dans la pièce Speed the Plow est fort critiquée, et elle considère son récent divorce comme son pire échec.

### L'album de la maturité
L'album marque un tournant majeur dans la carrière musicale de Madonna, qui domine alors la scène pop avec Michael Jackson et Prince. À travers son travail d'écriture, elle semble vouloir avant tout s'exprimer plutôt que de faire des tubes. La chanteuse a alors l'âge de sa mère à sa mort, et lui dédie l'album : « À ma mère, qui m'a appris à prier ». À cette époque, Madonna déclare avoir voulu que son album le plus cathartique parle des influences du catholicisme sur sa vie, et n'avoir, jusqu'alors, jamais pris autant de risques artistiques. Elle parle de son attrait pour le catholicisme en évoquant le rituel religieux, l'art déployé dans les églises et le côté mystérieux qui l'entoure.
Après l'insouciance, la frivolité et la douceur de True Blue, Madonna se fait donc plus mûre et multiplie les transformations physiques. On la découvre tantôt brune, tantôt blond platine pour les besoins d'autres projets en cours dont le film Dick Tracy ou une réclame pour Pepsi. L'album révèle une artiste fragile et sensible. Elle aborde la mort de sa mère dans Promise To Try, ses relations conflictuelles avec son père dans Oh Father (soutenu par un clip vidéo sombre et émouvant) et son divorce avec Sean Penn dans Till Death Do Us Part. La megastar des adolescents devient une artiste respectée qui surprend, dérange et passionne par sa créativité, et tente par la même occasion, à l'aube de ses 30 ans, de régler ses comptes avec son ego aussi bien qu'avec sa famille.

### Promotion
La photographie ornant la pochette de l'album, réalisée par Herb Ritts, est un gros plan de son bassin paré de divers bijoux (clin d'œil à son ancienne image de Material Girl) ; Madonna a des mains très expressives[évasif] (elles serviront aux publicités Ebel en 1998) qui se posent à la manière d'une statue pieuse[réf. nécessaire] sur un jeans ouvert ; chacun est en droit de penser ce qu'il veut, qu'importe son interprétation, bonne ou mauvaise, Madonna veut faire parler d'elle[non neutre]. Les premières éditions de l'album en vinyle, CD et cassette furent parfumées à l'huile de patchouli, parfum encore perceptible plus de vingt-cinq ans après leur sortie[réf. nécessaire], ainsi qu'accompagnés par un tract informatif sur le SIDA. Pour promouvoir l'album il a été réalisé divers objets promotionnels en nombre très limité[précision nécessaire] tels que des triptyques[Quoi ?], des bougies roses avec la désormais célèbre[réf. nécessaire] Queen Crown proclamant le statut de « reine de la pop » de Madonna, des mobiles à suspendre, badges, tablier de cuisine (au Japon), puzzles, des draps de bain et des taies d'oreiller.[réf. nécessaire]
Malgré la rupture de contrat chez Pepsi, certains produits associant Madonna à la marque ont quand même fait leur apparition, le premier étant la canette de cola hollandaise à l'effigie de la chanteuse avec la mention « Like A Prayer World Tour » (renommé par la suite « Blond Ambition World Tour ») ; en outre, des pochettes Pepsi avaient été créées pour emballer les 45 tours du single éponyme, ainsi que des T-shirts, des montres et des blousons.

## Polémiques
La vidéo de Like a Prayer, premier single extrait de l'album, orchestrée une fois de plus par Mary Lambert bouleversa les fans, et généra une forte controverse. Avant la sortie de celle-ci, la célèbre marque de soda Pepsi-Cola avait choisi Madonna comme porte-parole, associant même le titre de l'album à sa nouvelle campagne publicitaire, envisageant en outre de sponsoriser la tournée annoncée sous le nom de Like A Prayer World Tour. Mais le scandale suscité par la vidéo mit un terme à ces projets. Les images montrent Madonna embrassant un Jésus noir, chantant devant des croix en feu et portant les stigmates. Les groupes religieux crièrent au blasphème et appelèrent au boycott ; le risque commercial était trop grand pour Pepsi et le groupe mit fin au contrat de 5 000 000 $. La vidéo et le spot publicitaire furent interdits de diffusion à la télévision aux États-Unis, tandis que la chanson fut un succès mondial. 
Le deuxième single, Express Yourself, fit également sensation. Dans la vidéo de David Fincher inspirée par le film Metropolis, la chanteuse apparaît à moitié nue sur un lit couvert de chaînes avec Cameron (un célèbre mannequin masculin à l'époque), multipliant les images à connotation sexuelle et prônant la libre expression ainsi que la domination sexuelle féminine.

## Liste des titres
| No  | Titre                 | Auteur                   | Producteur(s)            | Durée |
| --- | --------------------- | ------------------------ | ------------------------ | ----- |
| 1.  | Like a Prayer         | Madonna, Patrick Leonard | Madonna, Patrick Leonard | 5:40  |
| 2.  | Express Yourself      | Madonna, Stephen Bray    | Madonna, Stephen Bray    | 4:39  |
| 3.  | Love Song             | Madonna, Prince          | Madonna, Prince          | 4:52  |
| 4.  | Till Death Do Us Part | Madonna, Patrick Leonard | Madonna, Patrick Leonard | 5:18  |
| 5.  | Promise to Try        | Madonna, Patrick Leonard | Madonna, Patrick Leonard | 3:38  |
| 6.  | Cherish               | Madonna, Patrick Leonard | Madonna, Patrick Leonard | 5:03  |
| 7.  | Dear Jessie           | Madonna, Patrick Leonard | Madonna, Patrick Leonard | 4:21  |
| 8.  | Oh Father             | Madonna, Patrick Leonard | Madonna, Patrick Leonard | 4:57  |
| 9.  | Keep It Together      | Madonna, Stephen Bray    | Madonna, Stephen Bray    | 5:03  |
| 10. | Spanish Eyes          | Madonna, Patrick Leonard | Madonna, Patrick Leonard | 5:17  |
| 11. | Act of Contrition     | Madonna, Patrick Leonard | Madonna, Patrick Leonard | 2:19  |

## Crédits album
- Chœurs : Niki Haris, Donna De Lory, Nadirah Ali, Andraé Crouch, Lynne Fiddmont, Marilyn Martin, Julia Tesan, Rose Banks et Marcos Loya
- Synthétiseur : Julia Tesan, Stephen Bray, Patrick Leonard et Jai Winding
- Percussions : Luis Conte, Paulinho Da Costa, Joe Porcaro
- Guitare : Bruce Gairsch, Chester Kamen, Dann Huff, David Williams et Marcos Loya
- Batterie : Jonathan Moffett, John Roninson, Jeff Porcaro
- Basse : Randy Jackson et Guy Pratt
- Tambourin : Sandra Crouch
- Piano : Patrick Leonard

### Production
- Producteurs : Madonna, Patrick Leonard, Stephen Bray et Prince
- Mixeur, ingénieur : Bill Bottrell
- Arrangements : Chuck Findley et Bill Meyers
- Chef d’orchestre : Susie Katayama
- Photographie : Herb Ritts

## Classements, volumes et certifications
Estimations  : 25 000 000
| Pays                                          | Classement | Ventes    | Certification |
| --------------------------------------------- | ---------- | --------- | ------------- |
| Afrique du Sud                                |            | 25 000    |               |
| Allemagne                                     | 1          | 900 000   | 3 × Platine   |
| Australie (ARIA)                              | 2          | 280 000   | 4 × Platine   |
| Autriche                                      | 1          | 40 000    | Platine       |
| Brésil                                        | 1          | 500 000   | 2 × Platine   |
| Canada                                        | 1          | 600 000   | 5 × Platine   |
| Espagne                                       | 1          | 400 000   | 4 × Platine   |
| États-Unis (Billboard 200)                    | 1          | 4 500 000 | 4 × Platine   |
| États-Unis (Billboard Top R&B/Hip-Hop Albums) | 55         | 4 500 000 | 4 × Platine   |
| Europe                                        | 1          | 5 500 000 |               |
| Finlande                                      | 6          | 70 818    | 2 × Platine   |
| France                                        | 1          | 750 000   | 2 × Platine   |
| Hong Kong                                     |            |           | 2 × Platine   |
| Irlande                                       | 1          |           | 4 × Platine   |
| Italie                                        | 1          | 700 000   | 4 × Platine   |
| Japon                                         | 1          | 500 000   | Platine       |
| Mexique                                       | 1          | 450 000   | 4 × Platine   |
| Nouvelle-Zélande                              |            | 20 000    |               |
| Pays-Bas                                      |            | +100 000  | 2 × Platine   |
| Royaume-Uni                                   | 1          | 1 350 000 | 4 × Platine   |
| Singapour                                     |            | 100 000   | 5 × Platine   |
| Suisse                                        |            | 100 000   | 2 × Platine   |

## Ventes dessingles
Total  : 10 100 000
- Like A Prayer : 4 400 000
- Express Yourself : 1 700 000
- Cherish : 1 300 000
- Oh Father : 1 100 000
- Dear Jessie : 600 000
- Keep It Together : 1 000 000